# دیو بویا فابریکالاری
دیو بویا فابریکالاری (به ترکی استانبولی: DYO Boya Fabrikaları) شرکت صنایع شیمیایی ترکیه‌ای است، که در زمینه تولید انواع مواد شیمیایی، رزین‌ها و انواع رنگ‌های صنعتی، رنگ اتومبیل، رنگ‌های ساختمانی و جوهرهای چاپ فعالیت می‌کند.
شرکت دیو بویا فابریکالاری در سال ۱۹۵۴ توسط دارموش یاشار و با مشارکت شرکت دانمارکی آکزونوبل تأسیس شد و هم‌اکنون محصولاتش را در ۴۰ کشور جهان عرضه می‌کند.
دفتر مرکزی این شرکت در شهر ازمیر، ترکیه قرار دارد و بخشی از سهام آن در بازار بورس استانبول معامله می‌شود.